# Thomas Jefferson National Accelerator Facility

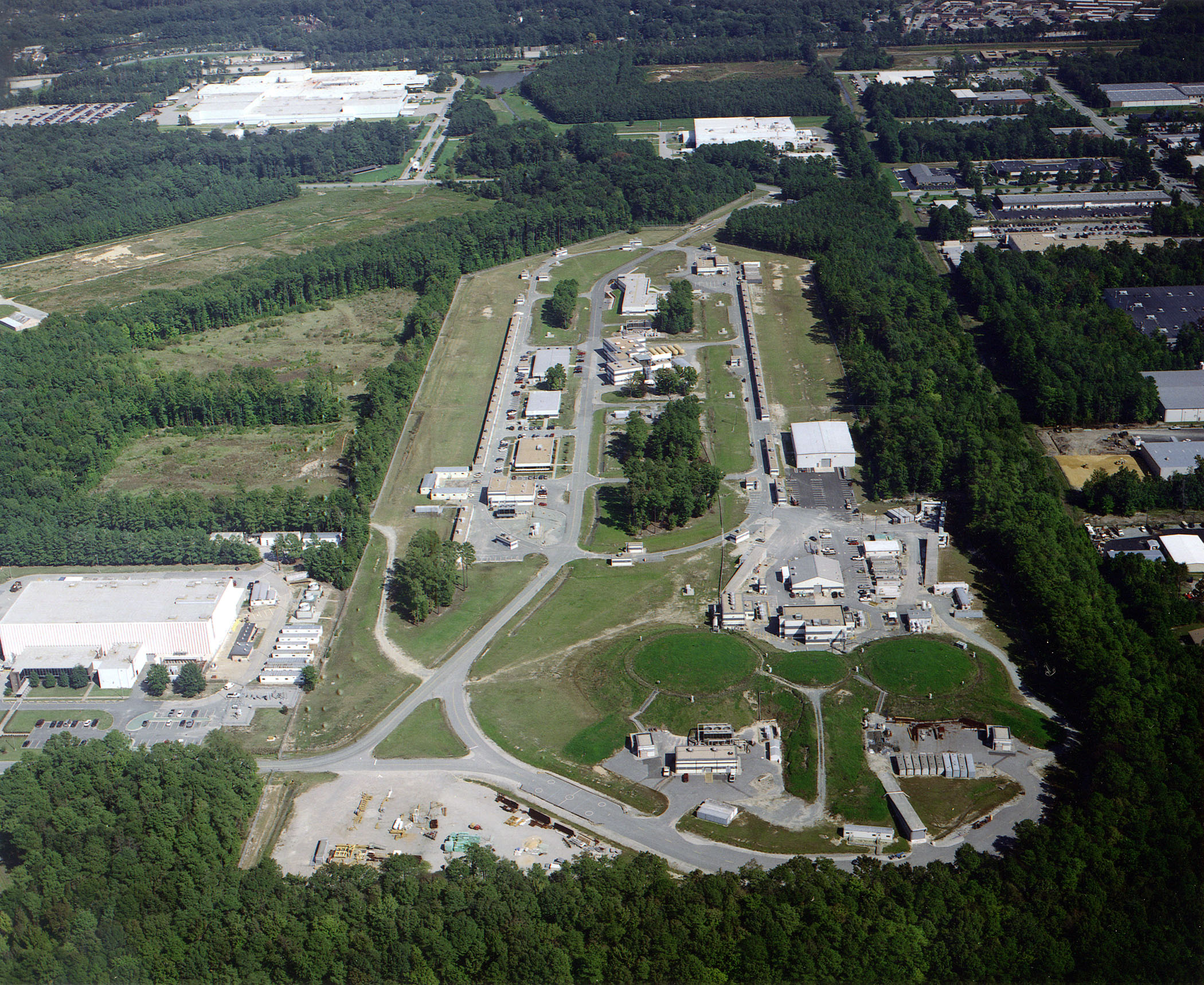
Luftbild des TJNAF

Die Thomas Jefferson National Accelerator Facility (TJNAF), umgangssprachlich auch Jefferson Lab oder JLab, ist ein Forschungszentrum für Teilchenphysik des US-amerikanischen Department of Energy in Newport News im US-Bundesstaat Virginia.

## Geschichte
Das TJNAF wurde im Jahr 1984 gegründet. Bis zum Jahr 1996 lautete der Name des Forschungszentrums Continuous Electron Beam Accelerator Facility (CEBAF). Im Jahr 2021 beschäftigte das Forschungszentrum über 750 Mitarbeiter und über 1.500 Wissenschaftler aus 30 Ländern führten dort Experimente durch.
Seit dem Jahr 2004 laufen Planungen zum Ausbau des Beschleunigers auf eine maximale Elektronenenergie von 12 GeV. Baubeginn war am 15. September 2008. Der Upgrade wurde im September 2017 abgeschlossen und ist seit 2018 online.
Der CEBAF lieferte einen kontinuierlichen Elektronenstrahl insbesondere für kernphysikalische Forschung.

## Aufbau
Die zentrale Einrichtung des TJNAF ist ein Linearbeschleuniger für Elektronen, genauer ein rezirkulierender Linac, in der der Elektronenstrahl mehrfach durch die zwei Linacs geschickt wird. Er verwendet supraleitende Hohlraumresonatoren. Die maximale Elektronenenergie beläuft sich nach einem Upgrade seit September 2017 auf 12 GeV. Angeschlossen ist ein Freie-Elektronen-Laser.